# Kirche Hl. Großmärtyrer Zar Lazar (Kruškovo Polje)
Die Kirche Hl. Großmärtyrer Zar Lazar (serbisch: Црква Светог великомученика цара Лазара, Crkva Svetog velikomučenika cara Lazara), in Kruškovo Polje, einem Dorf in der Opština (Gemeinde) Šamac, ist ein serbisch-orthodoxes Kirchengebäude im nördlichen Bosnien und Herzegowina.
Das von 1993 bis 1996 erbaute und dem Hl. Großmärtyrer und Zaren Lazar geweihte Gotteshaus, ist die Pfarrkirche der Pfarrei Kruškovo Polje im Dekanat Modriča-Gradačac der Eparchie Zvornik-Tuzla der serbisch-orthodoxen Kirche.

## Lage
Die Kirche Hl. Zar Lazar steht im südlichen Dorfzentrum des um die 630 Einwohner zählenden Dorfes Kruškovo Polje. Der Ort liegt in südwestlicher Richtung der Gemeindehauptstadt Šamac.
Die Opština Šamac liegt in der Republika Srpska, dem überwiegend serbisch bewohnten Landesteil Bosniens und der Herzegowina.
Das Gotteshaus steht im großen umzäunten Kirchhof. Neben der Kirche stehen dort auch das Pfarrhaus der Pfarrei sowie das Denkmal für die Opfer des Bosnienkrieges und ein kleiner Friedhof. Zur Pfarrei Kruškovo Polje gehören die Dörfer: Kruškovo Polje, Lugovi, Gornji Hasić und Donji Hasić. 
Die Filialkirche der Pfarrei steht im Dorf Lugovi.

## Geschichte
Die Pfarrei Kruškovo Polje wurde 1995 gegründet. Allerdings wurden bis 1998 die Einträge der Kirch- und Pfarrbücher der Pfarrei Kruškovo Polje weiterhin in der Pfarrei Miloševac in der Opština Modriča weiter geführt. Erst ab 1998 führt die Pfarre eigene Pfarr- und Kirchbücher.
Am 20. Oktober 1993 wurde mit dem Bau der Kirche begonnen. Die Kirche wurde nach einem Entwurf von Živojin Mitrović aus der nordostbosnischen Großstadt Bijeljina erbaut. Eine Woche später am 27. Oktober 1993 wurden die Kirchenfundamente vom damaligen Bischof der Eparchie Zvornik-Tuzla, Vasilije, geweiht. Der größte Teil des Kirchenbaus fand zur Zeit des Bosnienkriegs (1992–1995) statt.
Nach knapp dreijähriger Bauzeit war die Kirche fertiggestellt, und am 8. September 1996 wurde sie von Bischof Vasilije mit der Assistenz des damaligen Bischofs der Eparchie Mileševa in Südwestserbien, Vasilije, feierlich eingeweiht.
Derzeitiger Priester der Kirche ist Nikolaj Todorović.

## Architektur
Die Kirche ist im traditionellen serbisch-byzantinischen Baustil erbaut worden, mit den Dimensionen 15,9 × 7 m und einer Altar-Apsis im Osten, sowie einem Kirchturm mitsamt kleinem Säuleneingangsportal im Westen.
Der aus dem Dorf Kruškovo Polje stammende Pero Nikolić schnitzte die Ikonostase aus Walnussbaumholz. Die Ikonen malte der aus der nordmittelbosnischen Stadt Doboj stammende Aleksandar Vasiljević, und die Fresken im Kircheninneren malte Goran Pešić aus der zentralserbischen Stadt Čačak.

## Belege
- Artikel über die Kirche auf der Seite des Dekanats Modriča-Gradačac, (serbisch)

Koordinaten: 45° 0′ 5,7″ N, 18° 25′ 30″ O